# Taraxacum adamii
Taraxacum adamii là một loài thực vật có hoa trong họ Cúc. Loài này được Claire miêu tả khoa học đầu tiên năm 1891.